# أبحاث وكالة ناسا

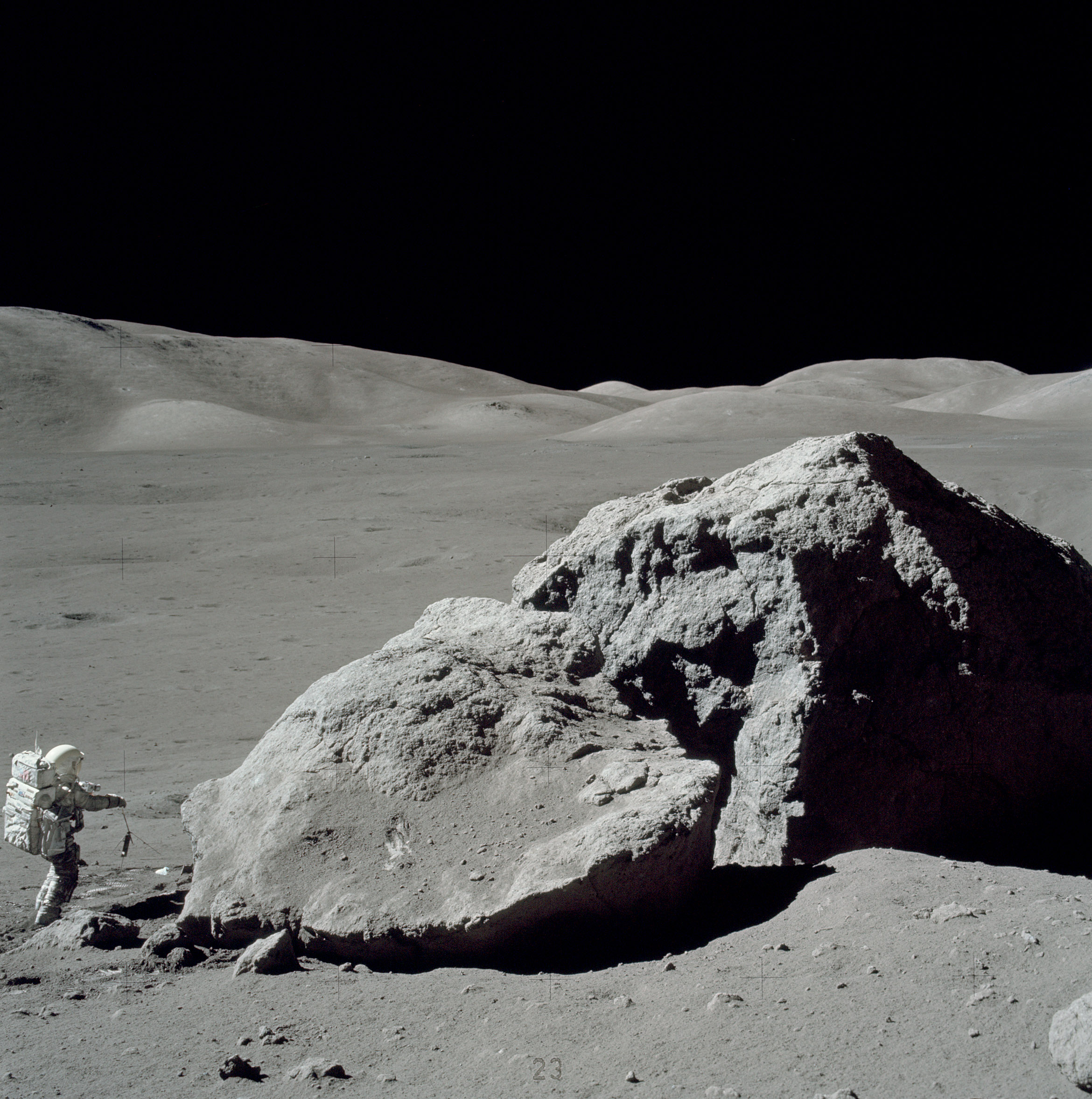
رائد فضاء أبولو 17 هاريسون شميت يقف جانب صخرة توروس ليترو.

منذ إنشاء وكالة ناسا في عام 1958، أجرت الوكالة العديد من الأبحاث حول مجموعة من الموضوعات، بسبب هيكلها الفريد، وعملت في العديد من المراكز الميدانية وتتركز مجالات البحث المختلفة في تلك المراكز، اعتمادًا على التكنولوجيا والأجهزة والخبرة اللازمة، ويمكن إجراء البحث عبر مجموعة من المراكز.

## علم الطيران
تعد مديرية مهام أبحاث الملاحة الجوية (ARMD) واحدة من أربع مديريات للبعثات داخل وكالة ناسا، والمديريات الثلاثة الأخرى هي مديرية الاستكشاف والعمليات البشرية، ومديرية العلوم، ومديرية تكنولوجيا الفضاء، ويعد ARMD مسؤولاً عن أبحاث الطيران في وكالة ناسا، والتي تفيد قطاعات الطيران التجارية والعسكرية والطيران العام.
تشارك ARMD في إنشاء نظام النقل الجوي من الجيل التالي (الجيل القادم).

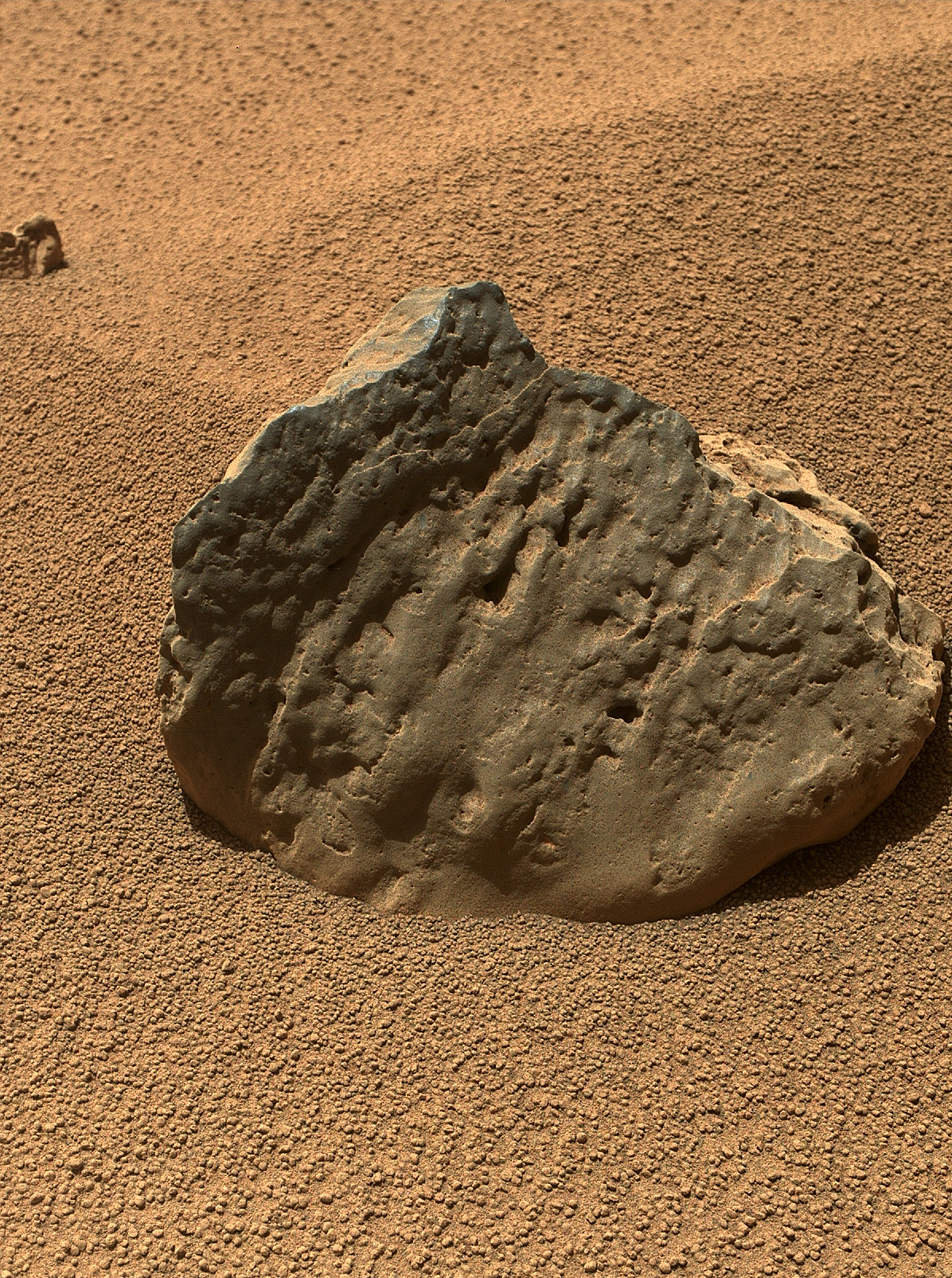
صخرة المريخ، شوهدت بواسطة المركبة الفضائية كيوريوسيتي التي تعمل بالطاقة النووية في عام 2012

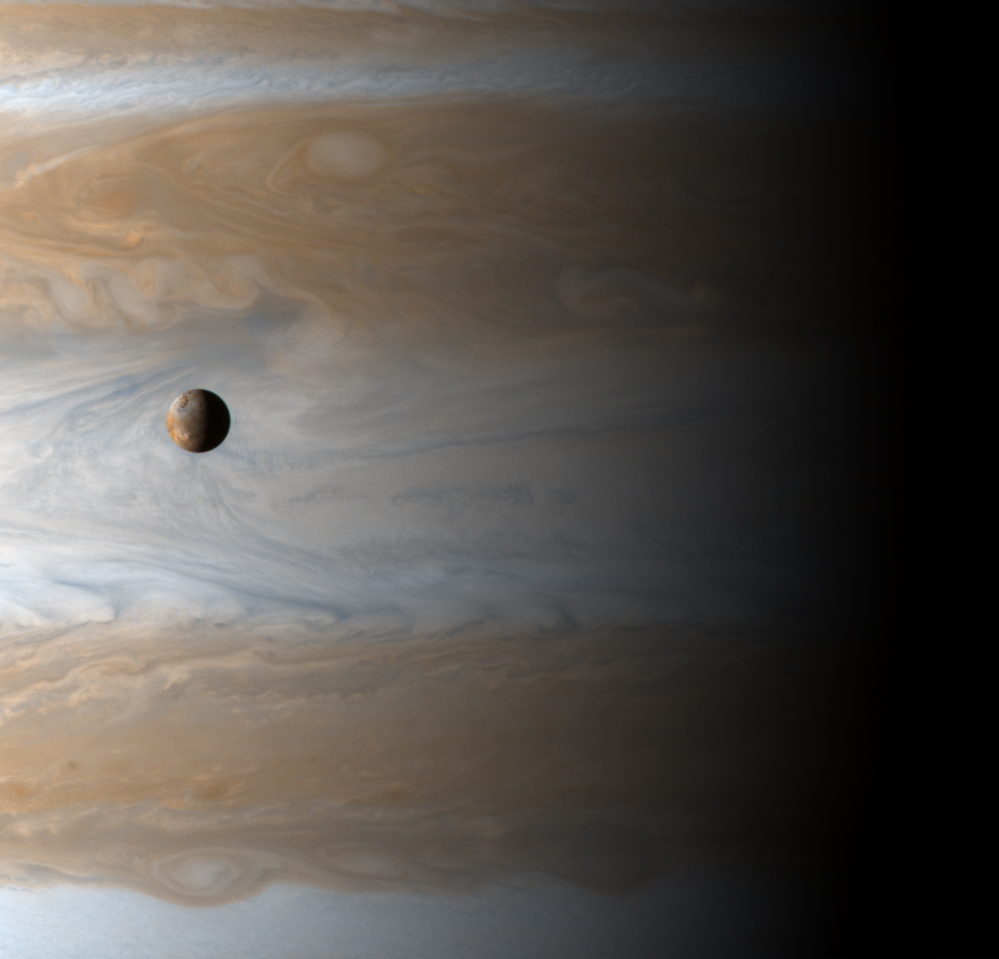
منظر بعثة كاسيني-هويجنز لكوكب المشتري وقمره (آيو) في 1 يناير 2001

المدير المساعد الحالي في وكالة ناسا والذي يرأس ARMD هو جايون شين، شغل هذا المنصب منذ عام 2008، بعد أن خدم لمدة أربع سنوات كنائب مدير مشارك للمديرية.
أفاد تدقيق أجراه مكتب المفتش العام التابع لوكالة ناسا في عام 2014 أن ARMD «تطلب مدخلات من الصناعة والأوساط الأكاديمية والوكالات الفيدرالية الأخرى فيما يتعلق باحتياجات البحث و... تستخدم هذه المعلومات لتطوير خططها البحثية»، وخلصت إلى أن المديرية تدعم «التقدم من أبحاث الطيران المدني وأهداف التكنولوجيا المتوافقة مع الخطة الوطنية» التي تم وضعها في عام 2006.
تجري ARMD أبحاثها في مجال الطيران في أربعة منشآت تابعة لوكالة ناسا: مركز أميس للأبحاث ومركز نيل إيه أرمسترونغ لأبحاث الطيران في كاليفورنيا، ومركز الأبحاث جلين في أوهايو، ومركز لانغلي للأبحاث في فيرجينيا.

## الطب في الفضاء
تجري مجموعة متنوعة من الدراسات الطبية واسعة النطاق في الفضاء من قبل المعهد الوطني لبحوث الفضاء الطبية الحيوية (NSBRI)، ومن أبرز هذه الدراسات التشخيصية المتقدمة للموجات فوق الصوتية في دراسة الجاذبية الصغرى التي يجريها رواد الفضاء ضض (بما في ذلك قادة محطة الفضاء الدولية السابقين ليروي تشياو وجينادي بادالكا) بإجراء فحوصات بالموجات فوق الصوتية تحت إشراف خبراء عن بُعد لتشخيص ومعالجة مئات الحالات الطبية في الفضاء، وعادةً لا يوجد طبيب على متن محطة الفضاء الدولية، وتشخيص الحالات الطبية أمر صعب، فيتعرض رواد الفضاء لمجموعة متنوعة من المخاطر الصحية بما في ذلك مرض تخفيف الضغط والرضح الضغطي ونقص المناعة وفقدان العظام والعضلات وعدم تحمل الانتصاب بسبب فقدان الحجم واضطرابات النوم والإصابة بالإشعاع، توفر الموجات فوق الصوتية فرصة فريدة لمراقبة هذه الظروف في الفضاء، والآن تطبق تقنيات هذه الدراسة لتغطية الإصابات الرياضية الاحترافية والأولمبية وكذلك الموجات فوق الصوتية التي يقوم بها المشغلون غير الخبراء في مجموعات مثل طلاب الطب وطلاب المدارس الثانوية، ومن المتوقع أن تطبق الموجات فوق الصوتية الموجهة عن بعد على الأرض في حالات الطوارئ والرعاية الريفية، حيث الوصول إلى طبيب مدرب يكون بالغالب نادراً.

## تبخر الملح وإدارة الطاقة
في أحد أكبر مشاريع الترميم في البلد، تساعد تقنية ناسا الحكومة الفيدرالية والولاية على استعادة السيطرة 15100 فدان (61 كيلومترًا مربعًا) من برك تبخير الملح في جنوب خليج سان فرانسيسكو، يستخدم العلماء مجسات الأقمار الصناعية لدراسة تأثير تبخر الملح على البيئة المحلية.
بدأت ناسا برنامج كفاءة الطاقة والحفاظ على المياه كبرنامج على مستوى الوكالة موجه لمنع التلوث وتقليل استخدام الطاقة والمياه، ويساعد على ضمان وفاء ناسا بمسؤولياتها عن إشراف الاتحادي على البيئة.

## علوم الأرض
إنّ فهم التغيرات الطبيعية والتغيرات التي يسببها الإنسان في البيئة العالمية (مثل الاحتباس الحراري) هو الهدف الرئيسي لعلوم اليأرض التابعة لناسا، تمتلك وكالة ناسا حالياً أكثر من اثنتي عشرة مركبة فضائية/أدوات لعلوم الأرض في مدار تدرس جميع جوانب نظام الأرض (المحيطات والأرض والغلاف الجوي والمحيط الحيوي والغلاف الجليدي)، ومن المقرر إطلاق العديد منها في السنوات القليلة المقبلة، أُنشِئ البرنامج أبحاث علوم الأرض وتمويله في الثمانينيات تحت إشراف رونالد ريغان وجورج بوش الأب.

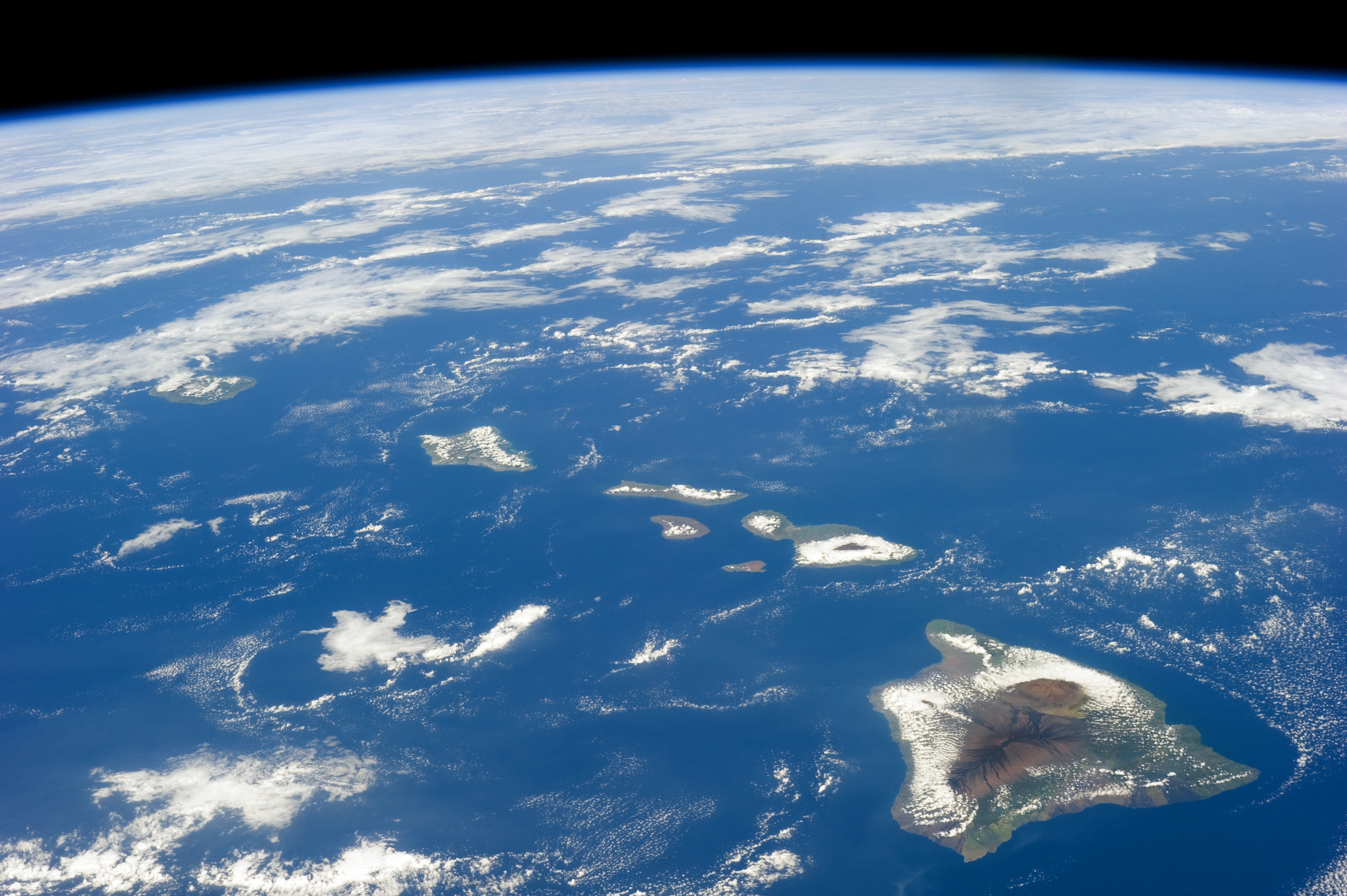
الأرض من محطة الفضاء الدولية

تعمل ناسا بالتعاون مع المختبر الوطني للطاقة المتجددة (NREL)، الهدف منه هو إنتاج خرائط موارد شمسية عالمية بتفاصيل محلية كبيرة، وكانت ناسا أيضًا أحد المشاركين الرئيسيين في تقنيات التقييم المبتكرة لتنظيف مصادر السوائل غير المائية الكثيفة (DNAPLs).
في 6 أبريل 1999، وقّعت الوكالة على مذكرة تفاهم (MOA) جنبًا إلى جنب مع وكالة حماية البيئة الأمريكية، ووزارة الطاقة، وسلاح الجو الأمريكي الذي يصرح لجميع المنظمات المذكورة أعلاه بإجراء الاختبارات اللازمة في مركز جون إف كينيدي للفضاء، كان الغرض الرئيسي هو تقييم تقنيتين مبتكرتين للمعالجة في الموقع، وهما الإزالة الحرارية وتدمير الأكسدة لـ DNAPLs، أقامت وكالة الفضاء الوطنية شراكة مع وكالة إدارة عقود الدفاع والخدمات العسكرية المسماة «المجموعة المشتركة لمنع التلوث» وتعمل المجموعة على تقليل أو إزالة المواد أو العمليات الخطرة.
في 8 مايو 2003، اعترفت وكالة حماية البيئة بوكالة ناسا كأول وكالة فيدرالية تستخدم غاز المكبات مباشرة لإنتاج الطاقة في أحد مرافقها مركز جودارد لرحلات الفضاء، جرينبيلت، ماريلاند.

### استنفاد الأوزون
في عام 1975، وجهت وكالة ناسا بموجب تشريع لبحث ومراقبة الغلاف الجوي العلوي، أدى ذلك إلى إنشاء برنامج أبحاث الغلاف الجوي العلوي ولاحقاً إلى الأقمار الصناعية لنظام مراقبة الأرض (EOS) في التسعينيات لرصد استنفاد طبقة الأوزون، حصلت على أول قياسات عالمية شاملة في عام 1978 بواسطة القمر الصناعي 7 نيمبوس وعلماء ناسا في معهد جودارد لدراسات الفضاء.

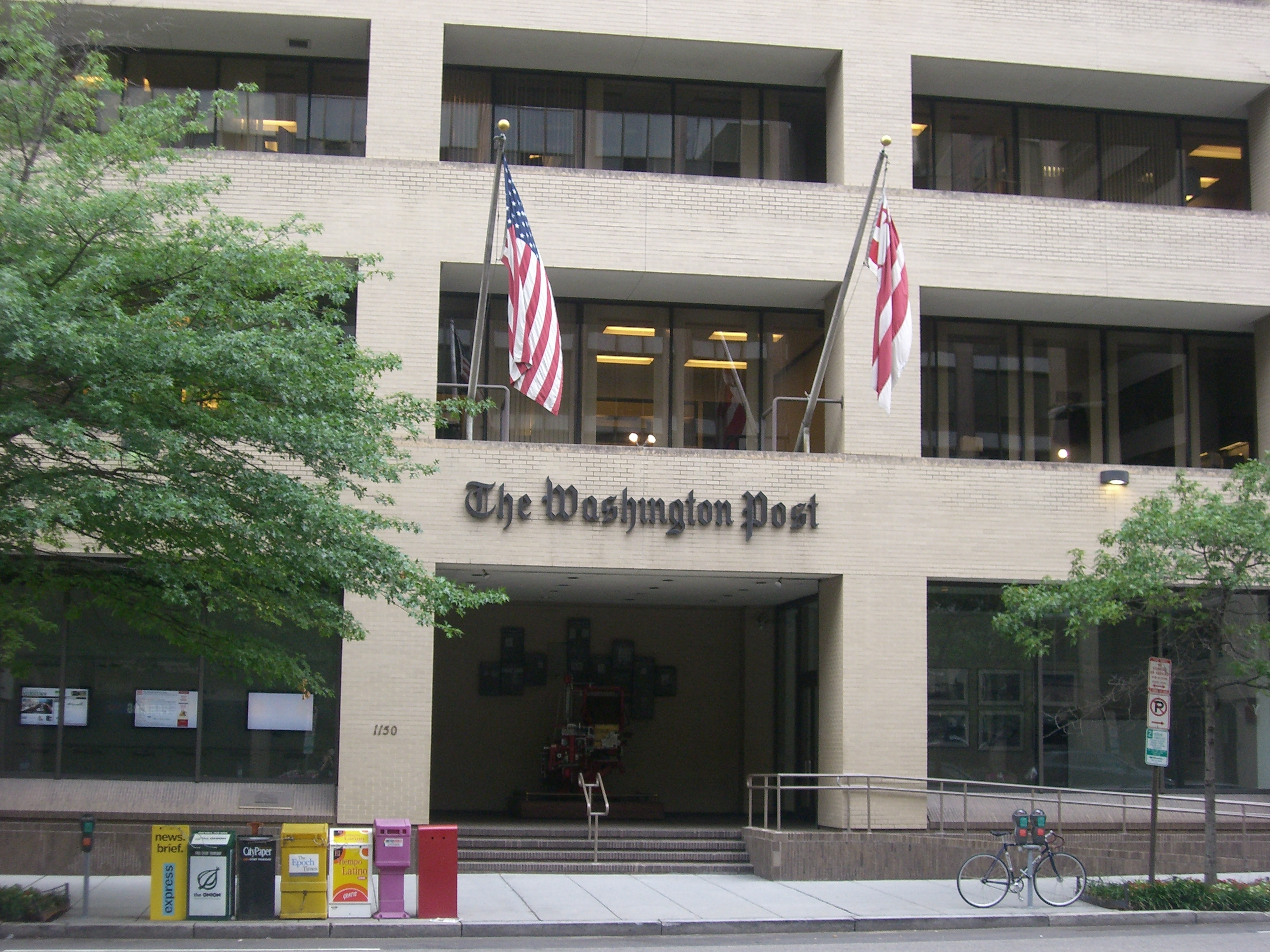
واشنطن بوست

### دراسة المناخ
ضمن برنامج علوم الأر، تقوم ناسا بالبحوث والنشر حول قضايا المناخ، فتتفق بياناتها مع التفسير القائل بأن المناخ العالمي هو تدفئة، دعا بوب ووكر الذي نصح الرئيس المنتخب دونالد ترامب بشأن أمور قضايا الفضاء، دعت ناسا إلى إغلاق عمليات دراسة المناخ، ذكرت صحيفة واشنطن بوست أن علماء ناسا ينسخون البيانات المتعلقة بتغير المناخ المحفوظة على أجهزة الكمبيوتر التابعة للحكومة الأمريكية، خوفًا من أن تنهي إدارة ترامب الوصول إلى البيانات المتعلقة بتغير المناخ.
وفي إطار برنامج علوم الأرض، تقوم ناسا بالبحث والنشر بشأن قضايا المناخ، I تتفق بياناتها مع التفسير القائل بأن المناخ العالمي هو تدفئة، دعا بوب ووكر الذي نصح الرئيس المنتخب دونالد ترامب بشأن قضايا الفضاء، فدعا ناسا إلى إغلاق عمليات دراسة المناخ. ذكرت صحيفة واشنطن بوست أن علماء ناسا ينسخون البيانات المتعلقة بتغير المناخ المحفوظة على أجهزة الكمبيوتر التابعة للحكومة الأمريكية، خوفًا من أن تنهي إدارة ترامب الوصول إلى البيانات المتعلقة بتغير المناخ.